# アイコンクラッシュ
アイコンクラッシュ (Iconcrash) は、フィンランド、ヘルシンキのヴォーカリスト、作曲家 ヤーニ・ペウフ によって作られたエレクトロロック/ダークウェイブバンド。現在のバンドのメンバーは以下の通り
- ヤーニ・ペウフ (リーダー ・ヴォーカリスト)
- アルットゥ・ユントゥネン (キーボード ・ コーラス)
- リク・ニーロ・マッティラ (ベース)
- マッティ・トイヴォネン (ギター)
- オスカリ "オセ" ヴィルムネン (ドラム)

## 来歴
イギリス-フィンランドのレコード会社Parole Recordsはライブバンド設立後2005年春にデビューアルバム『Nude』をリリースした。
彼らのセカンドアルバム「Enochian Devices」はDynasty RecordingsとEMI Finlandの協力を得て2010年春にリリースされた。アルバムはDynasty StudiosとSonic Pumpで録音され、制作は一年以上続いた。アルバムは好評でシングル「Strange, Strange Dark Star」と「Everlasting」は多くのラジオ出演を得てYleXのmost wanted listのトップに達した。
「Strange, Strange Dark Star」はJustin Larsen (レディー・ガガ , リンキン・パーク , ナイン・インチ・ネイルズ)によってリミックスされ、 クライヴ・バーカーの映画「The Midnight Meat Train」 にも登場。3曲はPetteri Summanen による映画「Blackout」にもある。
バンドのサードアルバム「Inkeroinen」は2011年9月14日にDynasty Helsinkiからリリースされた。アルバムは半年弱ヘルシンキのSonic Pump、ロンドンのMiloco Music Box、PorvooのMagnusborgのマンションとストックホルムのTen Studiosにて録音された。Peuhuのリーダーシップの下、バンドのメンバーはレコーディング中制作チームとして集中的に働いていた。加えてLee Slater (ザ・ヴァクシーンズ , サーティー・セカンズ・トゥ・マーズ , カイリー・ミノーグ , グラスヴェガス) 、Arttu Peljo (Chisu,Disco Ensemble, サンライズ・アベニュー ,Jenni Vartiainen）、Antti Eräkangas (Lauri,Von Hertzen Brothers, ザ・ラスマス) とSampo Haapaniemi (Egotrippi,Teleks, Johanna Kurkela）を含む多くの尊敬すべきプロ達がアルバムの制作に貢献した。StockholmのビデオはVoice TvやMTV Finland でローテーションした。
2012年春Iconcrashは幸運にもUMK予選(ESC)に参加し、ユーロビジョン・ソング・コンテスト(ESC)のフィンランド代表にも選出された。彼らは決勝戦の為に作った曲「We Are The Night」と共にヘルシンキのIce Hallから50万人の為のTVライブを果たした。曲は多くのラジオプレイを得て、YleX のmost wanted listのトップに3度選ばれ、Estonian Radio 2のプレイリストも得た。
フィンランドでの広範囲なツアーに加え、Iconcrashは、イングランド、ロシア、中央ヨーロッパ、バルト諸国やアメリカでプレイしてきた。バンドはマイ・ケミカル・ロマンス、カイザー・チーフス、The White Lies、Anathema、Royal Republic と アタリ・ティーンエイジ・ライオットを含むインターナショナルグループとの共演も行っている。
2015年1月 Peuhuはデビューソロアルバム「Tear Catcher」をリリース
2020年10月 Toivonenはソロのデビューシングル「Ei satu enää」をリリース
2021年2月 Toivonenはソロの2ndシングル「Keilahalli」をリリース
2021年7月 Toivonenはソロの3rdシングル「J.Karjalaisen Hän」をリリース
2022年4月 Toivonenはソロの4thシングル「Muuttolaatikot」をリリース
2023年5月 Toivonenはソロの5thシングル「Joku jota sä mietit iltaisin」をリリース 
2023年7月 Toivonenはソロの6thシングル「Tyttö kesämekossa」をリリース

## ディスコグラフィー
- promo CD single："Happy?" （2003年） [3]
- EP：Viola (band) / Iconcrash （2004年11月3日）
- album：Nude （2005年3月16日）
- radio single："The Lovers" （2005年）
- single："Strange, Strange Dark Star" （2009年）
- single："Everlasting" （2009年）
- album："Enochian Devices" （2010年5月26日）
- single："Sleeper" （2010年）
- single："Never Ever" （2010年）
- single："Delete" （2011年）
- single："Stockholm" （2011年）
- album："Inkeroinen" （2011年9月14日）
- single："We Are The Night" （2012年）
- "Inkeroinen Special Edition（Including "We Are The Night"）（2012年2月29日）

Jaani Peuhu
- Cover EP：Echo Chamber（2014年）
- Debut solo album：Tear Catcher（2015年）

Toivonen
- Debut solo single："Ei satu enää"（2020年）
- single："Keilahalli"（2021年）
- single："J.Karjalaisen Hän"（2021年）
- single："Muuttolaatikot"（2022年）
- single："Joku jota sä mietit iltaisin"（2023年）
- single："Tyttö kesämekossa"（2023年）

## コンピレーション
- Kunigunda Lunaria[4] Songs vol. 4 Released 2005. Includes "The Lovers"
- Asian Billboard Promo Released 2005. Includes "The Lovers"
- クライヴ・バーカーのThe Midnight Meat Train Soundtrack Album 2008.[5] Track:"Strange, Strange Dark Star" (Justin Lassen Remix)
- Mama Trash Family Artists Volume II : In Trash We Trust.[6] Compilation Album 2008, Track:"Lullaby For Nicole"
- Blackout Soundtrack.[7] Released 2008. Includes "Faith"
- Herbert The Misanthropical Fly Remixes.[8] Released 2011. Includes "He Who Has A Dream (Iconcrash Remix)"
- UMK Compilation Released 2012. Includes "We Are The Night"

## 現在のメンバー
- Jaani Peuhu[9]
- Arttu Juntunen
- Matti Toivonen - Matti Toivonen has formerly played with the band Valerian.[10]
- Oskari Vilmunen - Oskari Vilmunen has formerly played with the bands Come Inside, KMA and Heaven'n Hell.[11]
- Riku-Niilo Mattila - Riku-Niilo Mattila, as well as playing with Iconcrash, also plays with the band Scarlet Youth.[12]

## 共同編集者
- Rory Winston, Jaaniとのいくつかの歌詞の共同作業だけでなく、Indica's,Private Line, Pete Parkkonen のために曲を書いた詩人、脚本家でもある。
- Sampo Haapaniemi (Egotrippi, Teleks,Johanna Kurkela) co produced Inkeroinen
- Lee Slater (ザ・ヴァクシーンズ, サーティー・セカンズ・トゥー・マーズ, カイリー・ミノーグ, グラスヴェガス) mixed Stockholm and Delete for Inkeroinen
- Arttu Peljo (Chisu,Disco Ensemble , サンライズ・アベニュー, Jenni Vartiainen) mixed Dangerous for Inkeroinen
- Antti Eräkangas (Lauri,Von Hertzen Brothers, ザ・ラスマス) mixed Inkeroinen
- Pauli Rantasalmi (ザ・ラスマス) featured in Enochian Devices
- ティモ・トルキ (ex ストラトヴァリウス) featured in Enochian Devices
- Emily Cheeger aka Vuk featured with vocals in Nude and Enochian Devices

## 参考
1. ↑  Iconcrash MySpace
2. ↑  Iconcrash Web Site
3. ↑  Noise.fi
4. ↑  Kunigunda Lunaria Archived 2008年2月4日, at the Wayback Machine.
5. ↑  Midnight Meat Train My Space Page
6. ↑  Official Mama Trash Web Page Archived 2008年9月15日, at the Wayback Machine.
7. ↑  Blackout Soundtrack Archived 2008年12月28日, at the Wayback Machine.
8. ↑  “アーカイブされたコピー”. 2011年11月16日時点のオリジナルよりアーカイブ。2011年11月26日閲覧。
9. ↑  Ksenia Artamonova. “Interview with Jaani Peuhu”.   Headbanger.ru. 2009年10月閲覧。 エラー: 閲覧日は年・月・日のすべてを記入してください。
10. ↑  Valerian Web Site Archived 2008年2月25日, at the Wayback Machine.
11. ↑  Spinefarm Artist
12. ↑  Scarlet Youth My Space Page